# ده شیخ (ارزوئیه)
ده شیخ (بافت)، روستایی از توابع بخش ارزوئیه شهرستان بافت در استان کرمان ایران است.آبگرم ده شیخ درمنطقه ارزوئیه استان کرمان که ازسال1380خشک شده و پسرفت کرده بطرف دامنه کوه وازآنجا حفره ای حدودده متری باز شده بشکلی خطرناک بزیرزمین ومحل  جوشش چشمه آبگرم که کلا این آب گرم درزیرزمین جریان دارد ومشخص،نیست ازکجا به بیرون نشت پیدا میکنه که لازم است مقامات محلی فکری بحال آن بکنندچون برای گردشگری وتوسعه منطقه بسیارپراهمیت است % طغرلی

## جمعیت
این روستا در دهستان ارزوئیه قرار دارد و براساس سرشماری مرکز آمار ایران در سال ۱۳۸۵، جمعیت آن ۲۱۳ نفر (۵۵خانوار) بوده‌است.